# Anita costalis
Anita costalis är en fjärilsart som beskrevs av William Schaus 1911. Anita costalis ingår i släktet Anita och familjen tandspinnare. Inga underarter finns listade i Catalogue of Life.